# ブロッカー軍団IVマシーンブラスター
『ブロッカー軍団IV マシーンブラスター』（ブロッカーぐんだん マシーンブラスター）は、1976年7月5日から1977年3月28日までフジテレビ系列で毎週月曜日19時から19時30分に放送されたロボットアニメである。日本アニメーションと葦プロダクションの共同製作。全38話。
日本国外における本作の呼称は Astrorobot または Astro Robot であり、この題にて海外での展開が行われている。

## 作品の特徴
日本アニメーション初のオリジナルロボットアニメ。実際の製作はタツノコプロから独立したばかりの葦プロダクションが担当している。他のロボットアニメとの差別化を図ろうとした意欲的な取り組みは随所に見られ、「主役格の人型ロボが複数登場する」「円月廻転などのブロッカー陣形を駆使して戦う」など特徴的な設定、演出がなされている。しかし大枠においては、製作の葦プロが関わっていたタツノコプロ作品に似ており、敵キャラのデザインが『タイムボカン』シリーズの悪役を彷彿とさせる、敵軍団が用いる固有のかけ声が『新造人間キャシャーン』などの軍団員のかけ声を連想させるなど、旧来のアニメ作品と大きくかけ離れるものではなかった。
「番組宣伝用セルなどに何度も用いられた騎馬戦のようなブロッカー陣形は、本編では一度も使われなかった」「敵の熾烈な攻撃は既に始まっているのにパイロットの4人のうち1人しかおらず、慌てて探す（第1話）」「主人公が地回りやくざの天丼組に殴り込むだけで、ロボットが一切出てこない（第24話）」「『敵を追い詰めて滅ぼす』最終決戦が敵側視点から描かれ、『追い詰められ、滅ぼされていく』まったく救いのない展開となる（第38話）」など、制作側の不手際や演出が本来の意図とは違った受け止められかたをしたために、カルトな作品として記憶されることもしばしばある。また、エンディングの映像が途中で一部変更されている。
放送期間中、一峰大二による漫画版が秋田書店の『冒険王』に連載された。2010年6月20日、マンガショップからこの漫画版の単行本（ISBN 978-4-7759-1385-7）が発売された。

## ストーリー
海底帝国モグールの侵略に対し、由利博士はボスパルダーら4大ロボを完成させる。エレパス（超能力）の持ち主にしかそれらを動かせないため、メンバーが選抜された。少年院出身の不良少年・飛鳥天平はその高いエレパス能力を認められ、モグールと戦うことになる。だが、この戦いが天平にとっては宿命と言えるものであることを、彼自身はまだ知る由もなかった。

## 登場人物

### アストロ基地
飛鳥天平（あすか てんぺい）
声 - 安原義人
本作の主人公。天涯孤独の身の上で親の愛情を知らずに育ち、不良少年として少年院に収監されていたところを、由利博士によって拉致同然の手段でフリーダム4、ボスパルダーのパイロットにさせられる。当初は反発ばかりしてモグールとの戦いにも積極的ではなかったが、第2話で親と慕っていた少年院の舎監である通称・鬼監（おにかん）をモグールに殺されたことを機にモグール軍団との戦いを決意する。表面上は刺々しい物言いをして無愛想に振舞ってはいるが、本当は心の優しい人物。実は300年前、モグールを脱走して地球人の側についた科学者ノストラーの子孫であるため、ブロッカー軍団中、群を抜いたエレパス能力を持つ。当初は自身の出生の秘密を知らなかった。モグール人の血を継いでいるため、強い陽射しには弱い。
石田厳介（いしだ げんすけ）
声 - 玄田哲章
ブロッカー軍団のリーダーでフリーダム1、ロボクレスのパイロット。北条ユカの父・北条博士の助手だったが、北条博士夫妻がモグールの手によって殺害された時、ユカを連れて逃げ延びた。頑健な肉体と優れた頭脳を併せ持つが、その反面生真面目すぎて融通が利かず、人情の機微に疎い面があり、「貴様ー！」「命令だ！」など高圧的な物言いも多い。ひねくれ者である天平の言葉の裏が読めず、額面通りに受け取って激怒したり、命令に従わず勝手な行動をとる天平を叱責し、かえって反発を招くことが多い。また、感情任せで天平に鉄拳制裁を加えることも多いが第34話で「お前の血の半分はモグール」との差別的発言を吐き捨てた際は、逆に激昂した天平から叩きのめされている。実は父親も科学者で、マシーンブラスター強化理論"科学式メソッドXO-1"を確立していた。それを人知れず受け継いでいた母親を第12話で失う事となる。
ビリー剣城（ビリーけんじょう）
声 - 津嘉山正種
ドライブ中を拉致されてフリーダム2、ブルシーザーのパイロットにさせられた金髪青眼の青年。13年前にバレリー島沖で父親が消息不明になっている。天平のあしらいが不得意な厳介と異なり、理を説き、情に訴えて天平を戦地に導くなど筋の通った知性の持ち主。元々カーレーサーで、作中で一度レースに出場した事もあった。
早見仁太（はやみ じんた）
声 - つかせのりこ
天平と同じく、少年院で拉致されてフリーダム3、サンダイオーのパイロットにされた。天平のことを「兄ぃ」と呼んで慕っている。普段は渡世人の真似事をして着物にサラシを巻き、褌を着用している。生き別れの母親がおり、一日違いで会うことができなかった。関西出身で常に関西弁で喋る。
北条ユカ（ほうじょう ユカ）
声 - 麻上洋子
故・北条博士の娘。宇宙考古学者であり、モグール人の存在と侵略を予想して彼らと戦うロボット製造の資料を由利博士に託した父を、母と共にモグール人の襲撃によって殺されたため、モグール帝国に対して深い憎悪を抱いている。この時、ユカ自身は石田に助けられて難を逃れた。天平がモグール人の子孫であると知ると、モグール人にとって致命的な武器であるサンレス銃で天平を撃ってしまう。後にこの行為を後悔して、天平の良き理解者になろうとする。
由利元来（ゆり げんらい）
声 - 加藤精三
ブロッカー軍団を作り上げた科学者。冷静沈着でかつ豪胆な人物。ユカの父である北条博士とは親友同士であり、彼からモグール帝国に対抗できるロボット・マシーンブラスターに関わる資料を託されていた。ブロッカー軍団の基地であるアストロ母艦の総責任者でもあり、対モグール戦略の最高司令官でもある。アストロ基地が破壊された際、瓦礫の下敷きになって下半身不随となる。その後は電動車椅子に乗って登場する。
名前の由来はユリ・ゲラー。
ピコット
声 - 小宮和枝
ブロッカー基地のマスコットロボット。自称「天平のお目付け役」。口癖は「〜だコット」。
アンドリュー・ノートン
声 - 富山敬
第35話に登場するオーストラリア空軍出身の元ボスパルダーのテストパイロット。エレパス能力が必要値の半分程度しか無いことが判明し、 由利博士からパイロットの交代を宣告されて姿を消すが、モグールの陰謀で由利博士を家族の敵と思い込み、モグール軍団に寝返る。用済みとなって殺されかかったところを救われ、天平に代わってボスパルダーに乗り込むが、自身のエレパス能力不足を思い知ることになり、戦いの場を去る。

### モグール帝国
北極の海底から地上を狙う暗黒組織。
もともと彼等は、火星と木星の間にかつて有った第五惑星に住んでいたが、母星の爆発により脱出し、今から2億年前の地球の海底に基地を作って移住した。だが、長きにわたる海底での生活で、太陽光線に弱い体質と化してしまった。そこで長い年月をかけて、太陽光を遮る仮面「サンレス・マスク」を開発して弱点を克服すると、ザンギャックの設計制作した動物型巨大メカ「カイブッダー」を使い、一気に地上を征服しようと企むようになった。
なお、女王を讃えるコールは「ヘール・ヤッターレ！」。
ヘルクイーン五世
声 - 弥永和子、鈴木れい子（子供の頃）
モグール帝国女王。モグール軍団の地上侵略を指揮する。玉座に座って部下に指示するタイプではなく、自ら戦地に立って実戦指揮官としても活動する。「ヘールヤッターレ！」と叫ぶ帝国独自の敬礼（両手を挙げ、左足を挙げる）を受ける最高位の人物。一人称が「余」ではなく「あたし」であるなど、悪く言えば威厳に欠けるが、よく言えば親しみのある君主として描かれている。最後はブロッカー軍団に破れ、誇りある死を選ぶ。四つ目の仮面の下には本当の素顔があるらしい。
名前の由来は「HELL（地獄）」と「QUEEN（女王）」。
ヘルサンドラ
声 - 弥永和子
第28話から登場するモグール帝国の新女王。ヘルクイーン五世の妹で、剣術・格闘術に秀でている。性格は一言で言ってしまえば「わがまま」だが、人を見る目と人心掌握術には長けており、後述のゴライアス側近起用やそれに伴う地獄警察捕縛囚人を解放する等のある種の改革も行った。露出度の高いコスチュームを身にまとい、指揮官というよりも女戦士としての行動が目立ち、そのためにザンギャックの計画を台無しにすることもあった。天平にある種の好意を抱いていたが、思いが叶うことはなく、最後は虜囚になるよりも基地もろともに自爆する道を選んだ。
ゴロスキー
声 - 鎗田順吉
モグール帝国戦斗指揮官。典型的な猛将タイプで力押しの作戦しかできず、ヘルクイーンの評価もあまり高くない。自分を馬鹿にするザンギャックといつもいがみ合っている。ドジでおちゃらけた面もあるが、第7話で部下を平然と実験台にするなど酷薄な面もある。ただし、これは国家のためにしたことであり、第9話では親衛隊を率いてザンギャックから部下の命を守るという一面も見られ、チビスキーが一命を賭して彼の名誉を守るなど、部下からは慕われていた様子がうかがえる。最後はヘルサンドラと共に基地と滅んだ。
名前の由来は「ごろつき」より。
ザンギャック
声 - 野本礼三
モグール帝国戦斗参謀。参謀と言いつつも、実際にはカイブッダーの製造全般を受け持つ帝国一の科学者でもある。悪知恵が働き、常にゴロスキーを出し抜こうとしている。地獄警察という監視組織を支配していてゴロスキーの部下を虫けらの如く殺す残酷な性格でもある。ゴロスキーを無能と馬鹿にはしていたものの、ヘルクイーンが戦死した後、共に自決しようとする等、一定の評価はしていたらしい。彼もまたヘルサンドラと共に最期を迎えた。
名前の由来は「残虐」より。
チビスキー
声 - 肝付兼太
第9話に登場するゴロスキーの部下。その名の通り小柄で非力ではあるが、ゴロスキーに揺らぎない忠誠心を持つ。ザンギャックに窮地に陥ったゴロスキーへの救援要請を願い出るも、これを握りつぶされた上、口封じに地獄警察に崖から突き落とされる。なおも生還したゴロスキーを衆人の前で失脚させようとするザンギャックの前に瀕死の姿で現れ、ザンギャックの陰謀を暴露した後に絶命する。
クロード
声 - 木原正二郎
第21話に登場するモグールの部隊長。由利博士一行の命を狙い、北条博士の墓所で暗殺を図るが、失敗して降参。天平に殺されかかったところを由利博士に命を助けられる。本部に帰るが、今度は任務失敗で処刑されそうになり、モグールを見限る。囚われて処刑されそうになった由利博士を救い出すが、その際に重傷を負い、今度は人間に生まれ変わりたいと言い残してアストロ母艦の側で息絶える。
ゴライアス
声 - 立壁和也（後のたてかべ和也）
第37話・第38話に登場するヘルサンドラの下僕。生来愚鈍なために誰からも優しくされたことがなかったが、怪力の持ち主であることからヘルサンドラに取り立てられた。最期は、唯一優しく接してくれた彼女を銃弾から庇って死亡する。

## その他のキャスト
発田 一郎
声 - 神谷明（第13話） / 岡田道郎（第27話）
大野 安兵衛（カミソリの安）
声 - 森山周一郎（第16話・第36話）
やくざ天丼組の組長
声 - 加藤修（第24話）
ナレーション
声 - 津嘉山正種

## ブロッカー軍団
海底帝国モグールによる侵略を迎え撃つために由利博士が建造した4体のロボットのこと。それぞれのロボットはマシーンブラスターと呼ばれ、搭乗者の持つ超能力「エレパス」で戦闘力が決まる。また、モグール帝国の脅威から地上人類を守る（ブロック）戦力としても呼称されることがある。アストロ母艦基地を中心としたその兵力は2万人以上とされる。
戦闘時には
「燃える正義の」（石田）
「怒りを込めて」（ビリー）
「世界の平和の」（仁太）
「盾となる」（天平）
と叫んだ後、全員で「マシーンブラスターここにあり！」と名乗りを上げる。なお、この名乗り口上はモグール軍にとっては脅威であり、一般兵のみならずゴロスキーやザンギャック果てはヘルクイーンやヘルサンドラでさえもこの名乗り口上を聞くと怯える事があった。
基本設計は北条博士の手になるが、その元は「ノストラー・メモ」なる古文書にあった「エレパス」に関する情報である。由利博士は北条博士から受け取ったこの古文書の解析結果情報とロボットの基本設計図で4体を完成、パイロットとなるエレパス能力者を特別捜査班に探させていた。コクピットになる小型戦闘機はフリーダムI～IVの名前を持ち、エレパスシステムを起動し制御可能とする際に、「フリーダムI、II、III、IV、セットイン」と各機へ指示する。この際、各人は固有のエレパス発動ポーズを取る。その後"OPEN"ボタンでカタパルトハッチを開放・発進する。フリーダムの武装は内蔵の小型速射ミサイルだが、その火力はII8門>I6門>III&IV各2門と門数が減る上、Iの主翼ミサイルはその射出方向から合体後にはロックされている（サンダイオーとボスパルダー合体後にはフリーダムのミサイルの使用は認められない）。なお基本操縦技術及び各機操縦方法は第1話にて「エレパス記憶装置」で検査中に刷り込まれている。
第11話でカイブッダー・ヘスタードと地獄要塞ヘルグライドに叩きのめされたが、第12話で故・石田博士の増幅理論"科学式メソッドXO-1"入手前の由利博士の手で強化された際、パイロット四人のヘルメットに変化が生じ、シールドが付きイヤパッド部の形状が変化しアンテナが伸びている。また、明言されていないが強化計画は入手後に適用されているらしく、12話のメソッドXO-1以外にスサーナ博士に依頼されていた再強化も30話以降影で行われていた模様。この為に終盤では各人のエレパス稼働限界時間が等しく20分程度となった（当初エレパス稼働限界は天平でも長くて20分、通常は15分が限度とされていた）。

### マシーンブラスター
ロボクレス
石田厳介が搭乗。コードネーム・ブロッカー1と呼ばれるリーダー機。機体色は青と黄色と白。頭部がフリーダムI（I はローマ数字の1）という小型機に分離する。合体時には頸部に機首から合体し、垂直尾翼は格納する。リーダー機らしく大きな角が特徴。武装は接近戦を考慮したものとなっているが、武装の性能は攻防に対してバランスの取れた平衡型。身長25メートル、重量110トン。エレパスで動くが、生身の人間の超能力を動力としているのでおよそ15分間で行動不能に陥る（前述の通り強化後には天平と同程度にまで延長されている）。
- 専用武装
  - クレスホーク - 斧型の武器。二本装備しているため両手で扱える。柄の部分で連結も可能。投擲武器としても使用され、2本を連続投擲する「ダブルトマホーク」も可能。
  - クレフンドー - 前腕部にある四つのバルジからウェイト（分銅）付きの鎖を発射する。

- 共通武装
  - クレスパーク - 頭部の角から発射するエレパス波。全機に装備されているが名前が各々で異なる。
  - ダイナモクラッシャー - マシーンブラスターが腹部から発射するミサイル。全機に装備。

ブルシーザー
ビリー剣城が搭乗。コードネーム・ブロッカー2と呼ばれる重装型。機体色は緑と白。頭部がフリーダムII（II はローマ数字の2）と呼ばれる小型機に分離する。合体時には頸部に機尾から合体し、垂直尾翼は格納する。ミサイルやアーマーを装備するなど、火力と装甲を重視した重爆仕様の攻防兼用型で楯役でもあり、スタミナにも優れる。身長28メートル、重量102トン。エレパスで動き、活動限界は当初は15分程度。
- 専用武装
  - ブルジックル - 両脚に装備する棒状の武器。二本を組み合わせ卍型の投擲武器として使用可能。
  - ショルダースピン - 肩アーマーにある4個の発射口から射撃を行なう。その際肩アーマーは回転し、発射は一発ずつ行なわれる。
  - ブルミサイル - フリーダムIIの両バルジ（ブルシーザー耳部）と口部とが展開し各々ミサイルを連射する。左右バルジ支柱部に各三門、口部に二門、計八門の小型ミサイル発射口を持つ。
  - ブルテクター - 肩アーマーを外して球状に組み合わせ、敵に投げつける（本編未使用）

- 共通武装
  - ブルスパーク - 頭部の角から発射するエレパス波。
  - ダイナモクラッシャー

サンダイオー
早見仁太が搭乗。コードネーム・ブロッカー3と呼ばれる格闘型。機体色は小豆色と黒と白。頭部がフリーダムIII（III はローマ数字の3）と呼ばれる小型機に分離。ロボクレス・ブルシーザーと異なり、分離後も顎から下が残った状態となる。翼が90度上へ折りたたまれ、機体底部で合体する。身長21メートル、重量102トンと4機中もっとも小型でスピードに優れ、武装もヒットアンドウェイ型に設定されている。エレパスで動き、活動限界は当初は15分程度。
- 専用武装
  - サンダースピアー - 背中に装備した槍。穂先が両端に付いており収納時は半分に分かれている。
  - スクリューブレード - 前腕部の4箇所のバルジをカッターとして回転させ攻撃するもの。
  - トゲッターパンチ - スパイク装備の拳で殴りつけるもの。

- 共通武装
  - サンスパーク - 耳部分から発射するエレパス波。
  - ダイナモクラッシャー

ボスパルダー
飛鳥天平が搭乗。彼のエレパスが最も強力であるがゆえに、4機中最も戦闘力が高い。機体色は赤と青と白。コードネームはブロッカー4。頭部がフリーダムIV（IVはローマ数字の4）と呼ばれる小型機に分離する。フリーダムIVは下部にボスパルダーの顔面を折りたたんで装備しており、分離後の本体には後頭部のみが残る。それゆえに顔は空洞である。顔面を展開し、後頭部部分の切り欠きに合わせるように合体する。身長25メートル、重量110トンとロボクレスと同じサイズであるが、こちらはいわば斬り込み隊長としての位置付けがなされている先手必勝型の武装が施されている。エレパスで動き、活動限界は15〜20分程度。「ボス」と名づけられているが、リーダー機ではない。なお、試験機としては最初に完成した機体であることが第35話に明らかとなった。
- 専用武装
  - パルダーチャック - 膝の内側に格納されているモーニングスターを鎖でつないだヌンチャク状の武器。
  - ガトルスピン - 胴体と肩の間にある円形のランチャーを回転させつつ射撃を行なう。
  - マルチストーム - 胸部装甲を開いて放つ6連装ミサイル。
  - ロングアーム - 伸縮自在の腕で敵を攻撃する。
  - ゴールドスパーク - 全身から発する衝撃波、第七話対イガンダー戦にて使用。

- 共通武装
  - パルダービーム - 目から発射するエレパス波。ボスパルダーのみ直線状の光束となりビームと呼ばれる。
  - ダイナモクラッシャー

#### ブロッカー陣形
4体のマシーンブラスターは協力して「ブロッカー陣形」と呼ばれる必殺技を発動する。
- 円月廻転 - ブロッカー陣形の一つであり、主題歌の一番に歌われているため（二番は一文字崩し、三番は不動組み）、もっとも有名な技。マシーンブラスターが互いの脚をつかんで輪となり、回転しながら敵に体当たりを行なうもの。バリエーションとして変形円月廻転がある。脚同士や手同士でも円月廻転と称することから、とにかく4機が密着して回転を行なえば円月廻転となるらしい。
- 一文字崩し - ブロッカー陣形の一つ。ロボクレス・ブルシーザー・サンダイオー・ボスパルダーの順で一列縦隊に並び、揺動しながら敵を待ち構える。敵が突撃してきたとたんに散り、敵を取り囲んで攻撃するもの。バリエーションとして、敵の内部に突撃する幻影一文字崩し、一直線のまま移動攻撃する流れ一文字崩しがある。
- 不動組み - ブロッカー陣形の一つ。マシーンブラスター4機が背中を向け合って腕を組み、その状態で回転する。その際に両足を水平に上げて敵を蹴り倒す。不動組みという名に反して自ら動く（ただし相対位置は変わらない）陣形である。機体が少なくても行なうことがあり、3機で行なった場合には不動組み3（スリー）と呼ぶ。最終決戦時にはこれを用いて氷山攻撃を退けている。
- 武者固め - ブロッカー陣形の一つ。左にブルシーザー、下にロボクレス、右にサンダイオーと並び、ロボクレスの上にボスパルダーが位置する。この十文字の体勢から鳥形のエレパス波をまとって体当たりを行なう。媒体によっては騎馬戦のような地上戦向けの陣形[3]として描かれており、そちらが本来の形態であると思われるが、アニメ本編では空中戦と水中戦が全戦闘シーンの9割を占め、地上戦自体が殆ど描かれておらず未登場。

### 基地など
アストロ母艦基地
由利元来博士率いるブロッカー軍団の司令部であり、マシーンブラスターの基地でもある。上半分が分離してアストロ母艦として飛行することができる。残ったベース部分はアストロ基地と呼ばれる。
ピコット
アストロ基地のマスコット的な少年型ロボット。エレパス波感知装置や飛行機能を有しており、戦闘の補助的な役割を果たす。円月回転に参加した事もある。第1話ではアストロマイティー号を運転している。
サンレス破壊銃
第3話で開発された、モグール人のサンレス・マスクを破壊し、太陽光線に弱いモグール人を倒す為に製作された光線銃。「サンレス銃」とも称する。基本的に四人が所持する。ユカからこの銃を誤射された天平が自らの出生の秘密を知るきっかけとなった。
アストロマイティー号
短時間なら超跳躍程度の飛行能力を有する、曲線的デザインの特殊自動車。武装として機関銃型ビーム砲1門を持ち、車輌としては予備を含めて2台存在する。偶に「マイティー」とだけ呼ばれている。1号は主にユカ達地上活動組の足となる事が多い。EDには登場するがOPには一切登場しない。
ノストラー・メモ
モグールの科学者ノストラーが地球に残した古文書。サンレス・マスクやエレパス能力等の情報、またモグール人に関する基本情報等が記されていた。当初モグールではこの文書は完全に消滅させたものと思っていたらしい。マシーンブラスターやサンレス破壊銃はこれらの情報を元に開発された。

## カイブッダー
モグール帝国の地球侵略に用いられる巨大戦闘用ロボット。攻撃に際して戦闘用小型円盤と共同、或いは単独で作戦行動を取る。地球の通常兵器は通用せず、マシーンブラスター各機よりも大きな機体を持ち、マシーンブラスター各個に応戦可能な性能を持つ。

## スタッフ
- 製作 - 本橋浩一
- 企画 - 葦プロダクション、佐藤俊彦
- 原作 - 葦プロダクション、八田朗
- 総監督 - 案納正美
- 人物キャラクターデザイン - 高橋資祐、坂田ゆう
- メカキャラクターデザイン - 七戸洋之助、松田豪（大河原邦男の別名義[1]）、清水春雪
- 作画監督 - 田中保
- 美術監督 - 新井寅雄
- 色彩設定 - 岡島春樹 → 向井稔
- 編集 - 相原義彰、高橋忍
- 現像 - 東京現像所
- 録音ディレクター - 藤野貞義
- 音楽 - 筒井広志
- プロデューサー - 小野哲生、安達ひでお
- フジテレビ担当 - 別所孝治
- 制作 - 日本アニメーション、葦プロダクション、フジテレビ

## 主題歌
オープニング「ブロッカー軍団 マシーンブラスター」
作詞 - とくら清和 / 作曲 - 小林亜星 / 編曲 - 筒井広志 / 歌 - ヒデ夕樹、東映児童合唱団
エンディング「男天平の唄」
作詞 - 武者造 / 作曲 - 小林亜星 / 編曲 - 筒井広志 / 歌 - 北原浩一
上記2曲を収録したEPレコードがワーナー・パイオニアから発売された。

## 放送リスト
| 話数 | サブタイトル                                          | 脚本          | コンテ     | 演出       | 登場カイブッダー                                                                     | 放送日         |
| ---- | ----------------------------------------------------- | ------------- | ---------- | ---------- | ------------------------------------------------------------------------------------ | -------------- |
| 1    | 運命の大あらし！                                      | 八田朗        | 八尋旭     | 八尋旭     | ガルドス                                                                             | 1976年 7月5日  |
| 2    | モグール帝国の魔の手                                  | 高久進        | 八尋旭     | 八尋旭     | ガメドラーズ                                                                         | 7月12日        |
| 3    | 哀しみのサンレス銃                                    | 武者造        | 八尋旭     | 安濃高志   | サンショウキング                                                                     | 7月19日        |
| 4    | 唸れ！円月廻転                                        | 小山高男      | 八尋旭     | 安濃高志   | マンモスーン                                                                         | 7月26日        |
| 5    | ビリー剣城 危機一髪！                                 | 三宅直子      | 高橋資祐   | 安濃高志   | ザリガニガイガー                                                                     | 8月2日         |
| 6    | 燃えろエレパス我が心                                  | 高久進        | 八尋旭     | 八尋旭     | スネーグラ                                                                           | 8月9日         |
| 7    | おとこ仁太よ！サンダイオー                            | 田口章一      | 八尋旭     | 三家本泰美 | イガンダー                                                                           | 8月16日        |
| 8    | 飛べピコット！傷だらけの挑戦                          | 吉川惣司      | 八尋旭     | 安濃高志   | オクトバロン                                                                         | 8月23日        |
| 9    | 地獄の空母！ヘルグライド（前編）                      | 八田朗        | 坂田ゆう   | 坂田ゆう   | ヘスタード                                                                           | 8月30日        |
| 10   | 地獄の空母！ヘルグライド（後編） 戦え！涙の河を越えて | 八田礼        | 八尋旭     | 安濃高志   | テラーノドン                                                                         | 9月6日         |
| 11   | 友情よ戦火に燃えろ！                                  | 小川映一      | 八尋旭     | 安濃高志   | クラゲドロン                                                                         | 9月13日        |
| 12   | 起て天平！宿命の鎖を切れ！                            | 高久進        | 坂田ゆう   | 三家本泰美 | ダラゴニヤ                                                                           | 9月20日        |
| 13   | 裏切りのバラード                                      | 鈴木良武      | 八尋旭     | 安濃高志   | サソラー                                                                             | 9月27日        |
| 14   | 見せろピコット！ロボット魂                            | 吉川惣司      | 八尋旭     | 八尋旭     | ゼマイザー                                                                           | 10月4日        |
| 15   | 命をかけろ！志摩の海に！                              | 新井光        | 高橋資祐   | 八尋旭     | エイグロス                                                                           | 10月11日       |
| 16   | 秘（まるひ）指令！たそがれの潜入                      | 八田朗        | 坂田ゆう   | 安濃高志   | トライガー                                                                           | 10月18日       |
| 17   | 怒りの海に散った恋                                    | 新井光        | 八尋旭     | 八尋旭     | アコヤガイザー                                                                       | 10月25日       |
| 18   | 砂漠は燃えているか                                    | 八田礼        | 八尋旭     | 安濃高志   | アグラー                                                                             | 11月1日        |
| 19   | 死の吹雪！北極圏を突っ走れ                            | 高久進 八田朗 | 八尋旭     | 八尋旭     | ホワイトデビル                                                                       | 11月8日        |
| 20   | 愛と憎しみをこえて                                    | 武者造        | 八尋旭     | 安濃高志   | ジーボス                                                                             | 11月15日       |
| 21   | 逆襲モグール軍団！                                    | 武者造        | 八尋旭     | 安濃高志   | サンショーキング スネーグラ イガンダー オクトバロン テラーノドン ダラゴニヤ サソラー | 11月22日       |
| 22   | 呪われたインカの秘薬                                  | 新井光        | 八尋旭     | 八尋旭     | カニゲラー                                                                           | 11月29日       |
| 23   | きけ！戦場の子守り唄                                  | 八田朗        | 坂田ゆう   | 安濃高志   | アンコーン                                                                           | 12月6日        |
| 24   | 明日につなげ！命の火                                  | 新井光        | 八尋旭     | 八尋旭     | -                                                                                    | 12月13日       |
| 25   | ヘルクィーン 地獄の栄光                               | 山本優        | 八尋旭     | 安濃高志   | ヘルジャイアント                                                                     | 12月20日       |
| 26   | 君よ大空に虹を見たか                                  | 山本優        | 八尋旭     | 八尋旭     | ヘルクラッシャー                                                                     | 12月27日       |
| 27   | 生と死のメロディ                                      | 山本優        | 八尋旭     | 安濃高志   | -                                                                                    | 1977年 1月10日 |
| 28   | 遥かなるマシンブラスター                              | 山本優        | 八尋旭     | 八尋旭     | デスリンガー                                                                         | 1月17日        |
| 29   | 走れ!!栄光のアルプスを！                              | 新井光        | 八尋旭     | 安濃高志   | アコパゴス                                                                           | 1月24日        |
| 30   | 夕映えに踊れ！                                        | 山本優        | 八尋旭     | 八尋旭     | ヘルキラーバ                                                                         | 1月31日        |
| 31   | 深海に賭ける夢                                        | 吉川惣司      | 林弘       | 安濃高志   | ヘルヤマト                                                                           | 2月7日         |
| 32   | 原生林に吼えろ！                                      | 山本優        | 八尋旭     | 八尋旭     | キングキンガー                                                                       | 2月14日        |
| 33   | 恐怖の魔仏！デスドール！                              | 新井光        | 林弘       | 花園浩一   | デスドール                                                                           | 2月21日        |
| 34   | ヘルサンドラ殴り込み！                                | 武者造        | 加奈井華子 | 安濃高志   | ゼマイザー エイグロス                                                                | 2月28日        |
| 35   | 意外！ボスパルダーの秘密                              | 吉川惣司      | 林弘       | 井草ふしみ | ヘルボクス                                                                           | 3月7日         |
| 36   | 恐怖！死の谷の脱走                                    | 山本優        | 八尋旭     | 案納正美   | コンドラス                                                                           | 3月14日        |
| 37   | 死の人喰い花                                          | 山本優        | 林弘       | 安濃高志   | ヘルシャーク                                                                         | 3月21日        |
| 38   | 大激突！氷海の死闘！                                  | 山本優        | 井草ふしみ | 安濃高志   | -                                                                                    | 3月28日        |

## 放送局
- フジテレビ：月曜 19:00 - 19:30
- 北海道文化放送：月曜 19:00 - 19:30[4]
- 青森放送：金曜 16:55 - 17:25[5]
- 岩手放送（1979年に放送）：月曜 - 金曜 6:25 - 6:55[6]
- 山形テレビ：金曜 16:00 - 16:30（1977年3月まで） → 水曜 17:30 - 18:00（1977年4月から）[7]
- 仙台放送：月曜 19:00 - 19:30[8]
- 福島中央テレビ（1984年に放送）：土曜 6:15 - 6:45[9]
- 新潟総合テレビ：火曜 18:00 - 18:30[10]
- テレビ静岡：月曜 19:00 - 19:30[11]
- テレビ山梨：水曜 18:00 - 18:30[12]
- 長野放送（1978年に放送）：月曜 - 金曜 16:25 - 16:55（1978年9月29日まで）→　月曜 - 金曜 17:00 - 17:30（1978年10月2日から） [13]
- 富山テレビ：月曜 19:00 - 19:30[14]
- 石川テレビ：月曜 18:00 - 18:30[14]
- 福井テレビ：月曜 19:00 - 19:30[14]
- 東海テレビ：月曜 19:00 - 19:30[15]
- 関西テレビ：月曜 19:00 - 19:30[16]
- 山陰中央テレビ：水曜 18:00 - 18:30[17]
- 岡山放送：木曜 17:00 - 17:30[18]
- テレビ新広島：月曜 19:00 - 19:30[18]
- テレビ西日本：月曜 19:00 - 19:30[19]
- サガテレビ：月曜 19:00 - 19:30[19]
- テレビ熊本：金曜 18:00 - 18:30[20]
- 沖縄テレビ：火曜 17:00 - 17:30[21]

## 関連事項
メインスポンサーを務めていたのは玩具メーカーのタケミで、同社から主役ロボット4体、小型機フリーダム、ピコット、アストロ母艦基地の玩具が発売された。また、ブルマァクからロボクレス、ボスパルダーなどの玩具が発売された。この他、セイカノートが関連グッズ（文具類、パズルなど）を製造・販売していた。
2000年5月、カプセルトイ「懐ロボミュージアム リアルフィギュアコレクション PART3」（ユージン）にボスパルダーのフィギュアがラインアップ。小サイズながら、フリーダムの分離が可能となっていた。2008年には、シーエムズコーポレーションからアクションフィギュア「メカアクションシリーズ」のブロッカー軍団4体が発売された。
1996年10月、ビデオシリーズ「ファースト＆ファイナル」にて第1話と最終話が初のソフト化。そして2009年3月27日には、ジェネオン・ユニバーサルからDVD-BOXが発売された。初の全話ソフト化である。
2012年11月29日にはシーエムズコーポレーションから「BRAVE合金シリーズ39」ブロッカーIVボスパルダーが発売。それに先立つ事2008年12月同社からブロッカー軍団四機全てが『メカアクションシリーズ』として「ロボクレス&ブルシーザー」と「サンダイオー&ボスパルダー」の2セット分割で発売された。本製品は特別塗装色の限定版も存在し、また共通仕様として各種の交換用手首や武装の他に、変形合体が可能なフリーダム各機が同梱されている（ただし武装は非再現）。なお円月回転再現用の手足がそれぞれ二種付属する。
2014年9月19日にはニコニコ動画に「マシーンブラスターチャンネル」を設置し、同チャンネルでの動画配信を開始。
2017年4月3日より、1976年から77年までに放送されたロボットアニメ三作品『UFO戦士ダイアポロン』、『超合体魔術ロボ ギンガイザー』、『合身戦隊メカンダーロボ』と本作の40周年記念として、制作3社合同のコラボプロジェクト「ミラクルロボットフォース」が始動。ポータルサイトも開設された。